# Bogue (Kansas)
Bogue és una població dels Estats Units a l'estat de Kansas. Segons el cens del 2000 tenia 179 habitants.

## Demografia
Segons el cens del 2000, Bogue tenia 179 habitants, 77 habitatges, i 55 famílies. La densitat de població era de 265,8 habitants per km².
Dels 77 habitatges en un 27,3% hi vivien nens de menys de 18 anys, en un 66,2% hi vivien parelles casades, en un 6,5% dones solteres, i en un 27,3% no eren unitats familiars. En el 26% dels habitatges hi vivien persones soles el 18,2% de les quals corresponia a persones de 65 anys o més que vivien soles. El nombre mitjà de persones vivint en cada habitatge era de 2,32 i el nombre mitjà de persones que vivien en cada família era de 2,79.
Per edats la població es repartia de la següent manera: un 24% tenia menys de 18 anys, un 3,4% entre 18 i 24, un 26,3% entre 25 i 44, un 17,9% de 45 a 60 i un 28,5% 65 anys o més.
L'edat mediana era de 43 anys. Per cada 100 dones de 18 o més anys hi havia 88,9 homes.
La renda mediana per habitatge era de 26.458 $ i la renda mediana per família de 33.750 $. Els homes tenien una renda mediana de 31.250 $ mentre que les dones 15.000 $. La renda per capita de la població era de 14.403 $. Entorn del 10,3% de les famílies i el 10,3% de la població estaven per davall del llindar de pobresa.

## Poblacions més properes
El següent diagrama mostra les poblacions més properes.